# 魚津市民バス

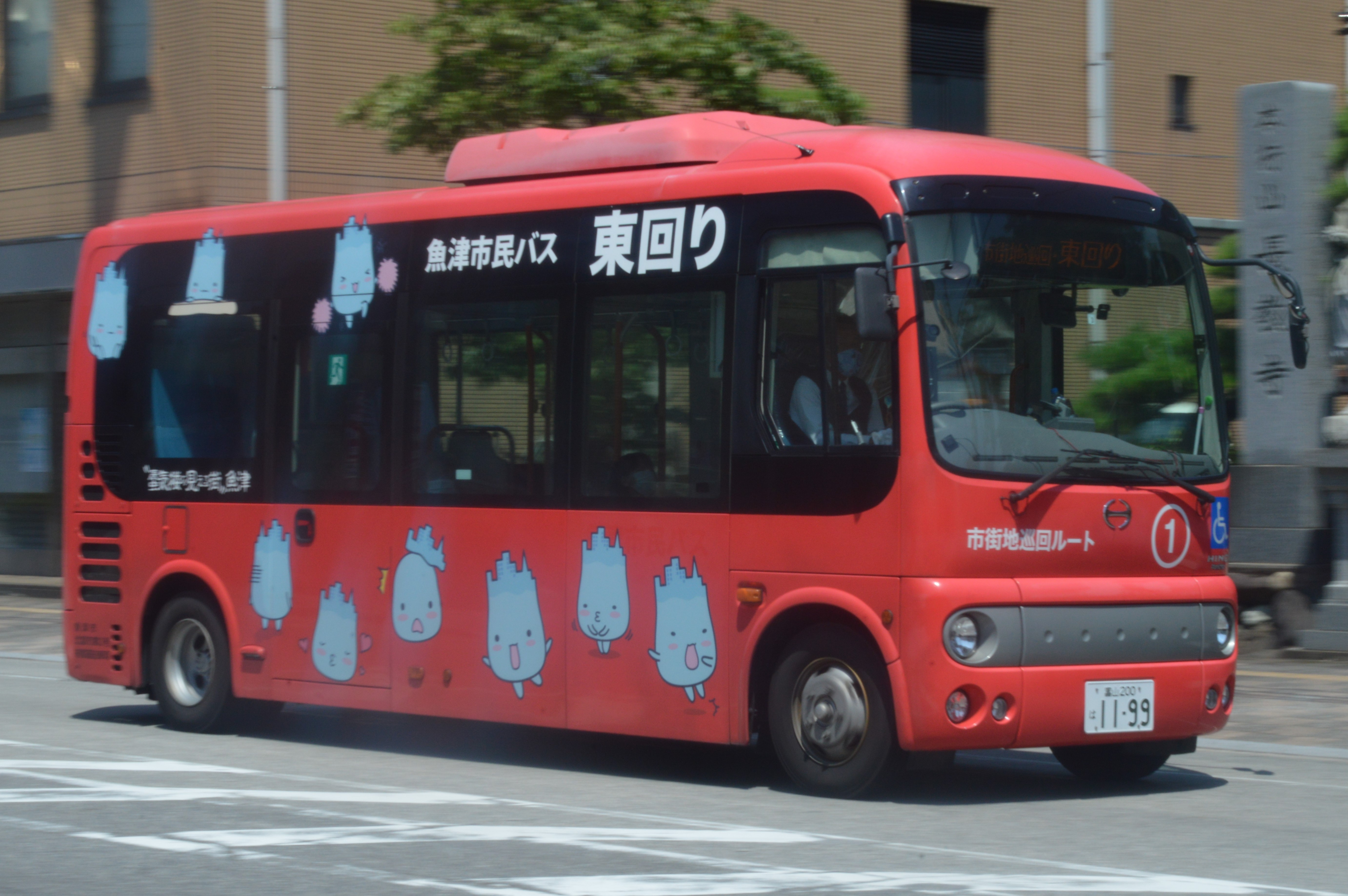
魚津市民バス(日野・ポンチョ)

魚津市民バス（うおづしみんバス）は、富山県魚津市で運行されているコミュニティバスである。

## 概要
運休日
- 12月31日から1月3日まで
- 市街地巡回ルート以外は日曜日、祝日運休。

運賃
- 1回 - 200円（小・中学生および高校生は100円、未就学児は無料）
- 一日乗車券 - 500円（小・中学生および高校生は300円。全ルート1日乗車可能）
- 回数券13枚綴り - 2000円（小・中学生および高校生は1000円。魚津市内を運行する富山地方鉄道のバス路線でも使用可能）

その他
- 6つのルートではNPO法人が市から委託を受けて運行を担当している。

## ルート
基本的にあいの風とやま鉄道線魚津駅に発着する。
市街地巡回ルート
市街地を一周するルート。行政機関、商店街、ショッピングセンター、魚津水族館などを経由する。
2008年4月1日のルート改正から、蜃気楼の展望地海の駅蜃気楼、蜃気楼ロード（海岸道路）を経由している。
東まわりと西まわりの2系統運行されており、一日に各7便運行されている。
松倉ルート
- 松倉地区と市街地を結ぶルート。一日に上下各6便が運行されている。（1往復は区間運行）

上野方ルート
- 上野方地区と市街地を結ぶルート。一日に上下各6便が運行されている。

坪野ルート
- 坪野地区と市街地を結ぶルート。一日に上下各6便が運行されている。

中島ルート
- 中島地区と市街地を結ぶルート。上下各5便が運行されている。

天神ルート
- 天神地区と市街地を結ぶルート。上下各5便が運行されている。

経田・道下ルート
- 経田・道下地区と魚津駅周辺の市街地を循環するルート。右まわりと左まわりの2系統で、一日に12便運行されている。

## 車両
29人乗りマイクロバスを使用する。一部車両は車椅子昇降機が搭載されている。
- 日産・シビリアン
- 三菱ふそう・ローザ

市街地巡回ルートの2台のみ、オリジナルのカラーリングがなされているが、他のルートは特にカラーリングもされず、車体色も統一されていない。